# جشنواره بین‌المللی فیلم سیاتل
جشنواره بین‌المللی فیلم سیاتل (انگلیسی: Seattle International Film Festival) یک جشنوارهٔ فیلم است که به صورت سالیانه در شهر سیاتل از سال ۱۹۷۶ برگزار می‌شود و جزو جشنواره‌های برتر در آمریکای شمالی است. میزان مخاطبان این جشنواره همواره رو به فزونی بوده و این مراسم در سال ۲۰۰۶، ۱۶۰٬۰۰۰ شرکت‌کننده داشت. در سال‌های اخیر این مراسم برای حدود سه‌هفته (۲۴روز) در ماه‌های ژوئن و می‌برگزار می‌شود. در این جشنواره بیشتر به فیلم‌های مستقل و خارجی پرداخته می‌شود گرچه در سال‌های گذشته فیلم‌های مستند نیز افزوده شده‌اند.